# Zone A
Koordinaten: 45° 38′ N, 13° 48′ O
Die Zone A war nach dem Zweiten Weltkrieg neben der Zone B eine der beiden militärisch verwalteten Zonen des Freien Territoriums Triest und bildete den Nordteil des Kleinstaates. Sie bestand von 1947 bis 1954.

## Lage
Die Zone A umfasste das Gebiet der heutigen italienischen Provinz Triest. Im Westen grenzte sie an die Adria und den Golf von Triest, im Norden an Italien, im Osten an die Föderative Volksrepublik Jugoslawien (heute Slowenien) und im Süden an die Zone B, die von der Jugoslawischen Volksarmee besetzt und verwaltet wurde.
Die Zone A umfasste eine Fläche von 222,5 Quadratkilometern und war faktisch ein Küstenstreifen zur Verbindung des Territoriums mit Italien. Sie war damit kleiner als die Zone B.
Die größte Stadt der Zone A war die Hauptstadt Triest.

## Geschichte
Das Gebiet der Zone A gehörte bis zum Ende des Ersten Weltkriegs zum Küstenland, einem Kronland Cisleithaniens innerhalb der Österreichisch-Ungarischen Monarchie. 1918 wurde es von italienischen Truppen besetzt.
Das Gebiet der Zone A entstand durch die Ratifizierung des Grenzvertrags von Rapallo von 1920 durch das Königreich Italien und dem Königreich der Serben, Kroaten und Slowenen (SHS-Staat, ab 1929 Königreich Jugoslawien). Die neu gebildete Provinz Triest bestand bis 1947. Während des Zweiten Weltkriegs wurde sie nach der Kapitulation Italiens am 8. September 1943 von deutschen Truppen besetzt. Am 1. Mai 1945 wurde das Gebiet von der Jugoslawischen Volksarmee besetzt und am 12. Juni an Einheiten der britischen Armee und der US-Armee übergeben.
Die Zone A entstand gleichzeitig mit der Proklamation des Freien Territoriums Triest am 15. September 1947. Sie wurde mit der Unterzeichnung des Londoner Memorandums durch Vertreter Italiens, Jugoslawiens, des Vereinigten Königreichs und der Vereinigten Staaten an 5. Oktober 1954 aufgelöst. Offiziell wurde sie damals nur unter italienische Verwaltung gestellt und de jure erst am 10. November 1975 mit dem Vertrag von Osimo aufgelöst, und in die Provinz Triest der Region Friaul-Julisch Venetien umgewandelt.

## Demographie
Die Einwohnerzahl der Zone A betrug 1949 302.000 Einwohner. Die meisten Einwohner lebten in Triest oder im nahen Umfeld der Stadt. Die Bevölkerung der Zone A bestand überwiegend aus Italienern und Slowenen. Zu den Minderheiten gehörten Kroaten, Juden und Österreicher.
| Ethnie    | Anzahl  | Anteil in Prozent |
| --------- | ------- | ----------------- |
| Italiener | 239.200 | 79 %              |
| Slowenen  | 63.000  | 21 %              |
| Total     | 302.000 | 100 %             |

Die beiden Amtssprachen der Zone waren Italienisch und Slowenisch. Englisch diente administrativen Zwecken.

## Politik und Verwaltung
Die Zone A genoss, wie die Zone B, weitgehende Autonomierechte und hatte eine ähnlich starke Stellung wie die ehemaligen Bundesstaaten des Deutschen Reiches von 1871 bis 1918 inne. Die Zone wurde als repräsentative Demokratie mit einem Direktorialsystem, das an die Schweiz angelehnt war, proklamiert. 1949 und 1954 fanden Parlamentswahlen statt.
Die zivile Regionalregierung hatte ihren Sitz in Triest. Das Hauptquartier der in der Zone stationierten britisch-US-amerikanischen Truppen und der Militärregierung befand sich auf dem Schloss Duino in Duino-Aurisina.

### Militärgouverneure
Der Militärregierung stand einem Militärgouverneur vor. Insgesamt wurden zwei Gouverneure bestellt.
- 16. September 1947 – 31. Mai 1951 Sir Terence Sydney Airey (Vereinigtes Königreich)
- 31. Mai 1951 – 26. Oktober 1954 Sir John Winterton (Vereinigtes Königreich)[1]

### Verwaltungsgliederung
Die Zone A bestand aus folgenden 8 Gemeinden:
- Duino / Devin
- Nabrežina / Aurisina
- Zgonik / Sgonico
- Repentabor / Monrupino
- Triest / Trst
- Muggia / Milje
- Dolina / San Dorligo della Valle
- Pula / Pola/Puji (Exklave der Zone A in der Sozialistischen Teilrepublik Kroatien)

### Sicherheit
Zur Gewährleistung der Sicherheit in der Zone A standen folgende Einheiten zur Verfügung:
- Guardia di finanza del TLT
- eine Verwaltungspolizei
- Zivilpolizei: Venezia Giulia Police Force